# Termen
Termen (walsertyska: Tärmu) är en ort och kommun i distriktet Brig i kantonen Valais, Schweiz. Kommunen hade 1 187 invånare (2023).